# Tranemo IF
Tranemo IF ist ein schwedischer Sportverein aus Tranemo. Die Fußballmannschaft des Vereins spielte eine Spielzeit in der zweithöchsten Spielklasse des Landes.

## Geschichte
Die Fußballmannschaft des Tranemo IF spielte zunächst unterklassig. Im Sommer 1956 stieg sie erstmals in die dritte Liga auf, wo sie sich mit 13 Siegen in 18 Saisonspielen vor Östers IF durchsetzte und den direkten Durchmarsch in die zweite Liga antrat. In der aufgrund der Umstellung des Spielrhythmus von Herbst-Frühjahr auf Spielweise innerhalb eines Kalenderjahres auf anderthalb Jahre ausgedehnten Spielzeit 1957/58 verpasste der Klub nach neun Saisonsiegen als Tabellenzehnter seiner Zweitligastaffel den Klassenerhalt und stieg gemeinsam mit Jonsereds IF und Tidaholms GoIF in die Drittklassigkeit ab. Hier fehlte als Tabellendritter ein Punkt auf Staffelsieger Östers IF und damit zur direkten Wiederkehr. In den folgenden drei Jahren zwei weitere Mal auf dem dritten Tabellenrang platziert, rutschte der Klub Mitte des Jahrzehnts in der Tabelle ab und beendete die Spielzeit 1966 auf einem Abstiegsplatz. Auch hier im Abstiegskampf befindlich verabschiedete sich der Klub 1969 als Absteiger in die Fünftklassigkeit vom höherklassigen Fußball.